# Antonio Lukich

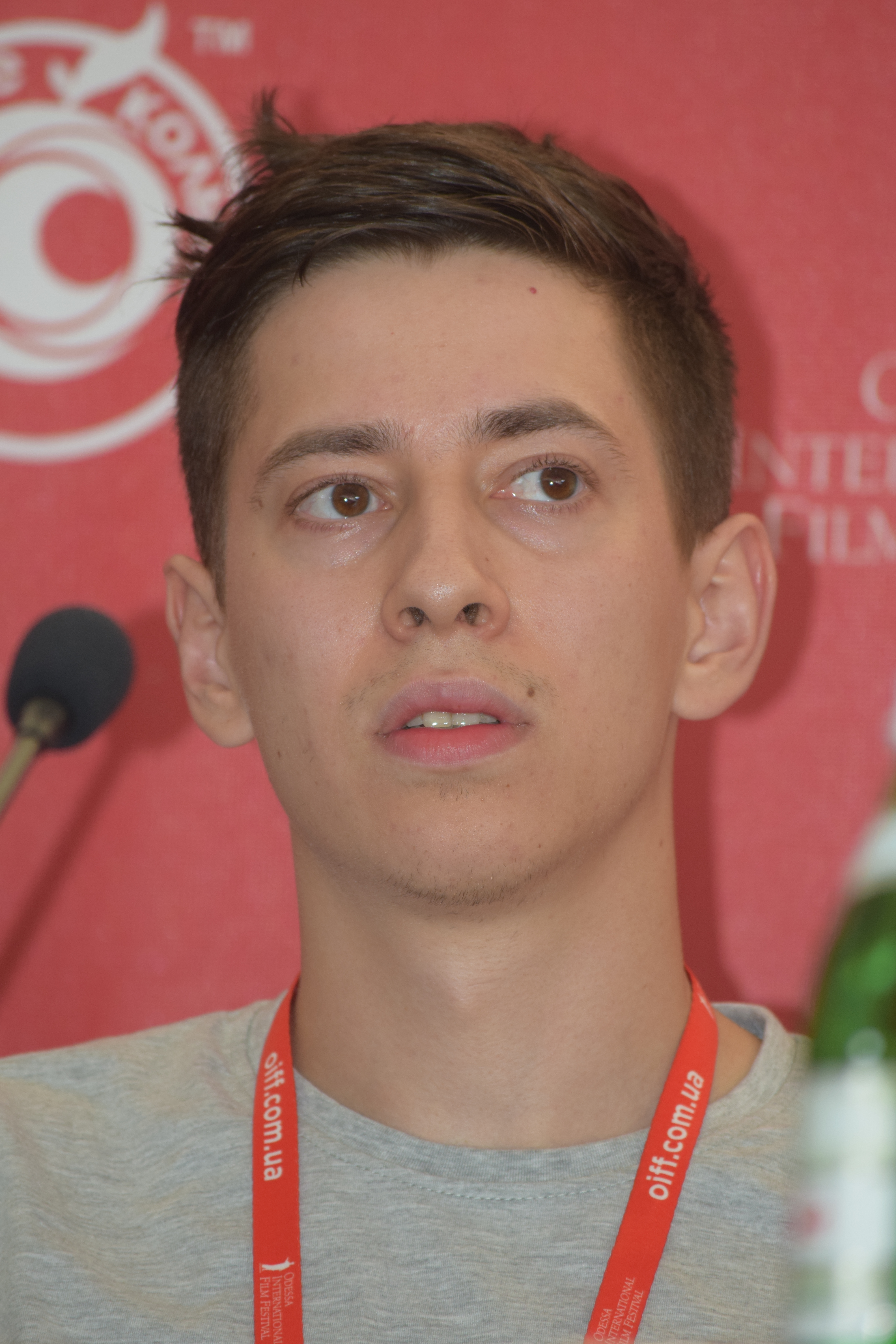
Antonio Lukich

Antonio Lukic (em ucraniano: Антоніо Лукіч) é um cineasta ucraniano nascido em Uzhgorod, no oeste da Ucrânia. Ao longo da sua carreira Antonio alcançou muito sucesso, tendo ganho prémios a nível internacional e nacional. Um desses prémios é o Artista de Mérito da Ucrânia, que lhe foi concedido em março de 2021. Esta condecoração honorária do estado é concedida àqueles que fazem contribuições significativas e alcançam um sucesso notável no cinema e na arte para a Ucrânia.

## Biografia
Antonio nasceu em 1992, em Uzhhorod.
Em 2011-2015 ele estudou na Universidade Nacional Karpenko-Kary Kyiv e recebeu um diploma de bacharel em Direcção (estudando com Vladimir Oseledchik).
O primeiro filme de Antonio Lukic, "Peixe do Lago Baikal", lançado em 2014, ganhou o "Prémio de Melhor Documentário" no Festival Internacional de Cinema CineRail em Paris. O seu filme de graduação, Estava a chover em Manchester, ganhou o prémio de Melhor Curta-Metragem no Festival Internacional de Cinema de Odessa de 2016.

## Prémios
- 2020 - Prémio Nacional de Cinema da Ucrânia " Golden Dzyga:"[4][5]
  - para melhor filme
  - para o melhor roteiro - Antonio Lukic e Valeria Kalchenko
  - Prémio Abertura do Ano
- 2020 - Prémio Pravda Ucraniano - Artista do Ano[6]